# Список Героев Украины/О
В настоящем списке в алфавитном порядке представлены люди, получившие почётное звание Герой Украины, чьи фамилии начинаются с буквы «О».
- Список содержит информацию о дате указа присвоения почётного звания, роде деятельности награждённых и годах их жизни.

## Список людей, фамилии которых начинаются с «О»
| № | Фамилия, Имя Отчество               | Дата Указа | Деятельность | Годы жизни            |
| - | ----------------------------------- | ---------- | --- | --------------------- |
| 1 | Однораленко, Александр Анатольевич  | 25.08.2011 | Машинист горновыемочных машин обособленного подразделения «Шахта „Холодная Балка“» государственного предприятия «Макеевуголь»   | род. 05.05.1970       |
| 2 | Олейник, Борис Ильич                | 21.10.2005 | Писатель, Народний депутат Украины, Киев                                                                                        | род. 22.10.1935       |
| 3 | Омельченко, Александр Александрович | 21.08.2001 | Председатель Киевской городской государственной администрации, Киевский городской голова                                        | род. 09.08.1938       |
| 4 | Омельченко, Григорий Емельянович    | 08.02.2010 | Народный депутат Украины | род. 04.05.1951       |
| 5 | Орленко, Николай Иванович           | 18.05.2004 | Президент Украинской специальной научно-реставрационной проектно-строительно-производственной корпорации «Укрреставрация», Киев | род. 08.08.1947       |
| 6 | Оробей, Валерий Леонидович          | 19.08.2006 | Горновой доменного цеха акционерного общества «Запорожский металлургический комбинат „Запорожсталь“»                            | род. 26.01.1960       |
| 7 | Оробец, Юрий Николаевич             | 18.01.2007 | Народный депутат Украины (посмертно)                                                                                            | 19.06.1955—16.10.2006 |
| 8 | Остапчук, Виктор Николаевич         | 21.10.2004 | Начальник Южной железной дороги, Харьков                                                                                        | род. 16.05.1955       |